# ライヒェンベルクの戦い
ライヒェンベルクの戦い（ドイツ語: Gefecht bei Reichenberg）は、1757年4月21日にベーメン北部ライヒェンベルク郊外で行われた七年戦争における戦闘である。プロイセン軍とオーストリア軍が戦い、プロイセン軍が勝利した。

## 背景
1756年冬、ピルナ包囲戦とロボジッツの戦いの結果としてザクセン軍の降伏が行われた後、対峙する普墺両軍は戦役を閉じて冬営に入った。エルベ右岸において、ラウジッツに駐屯するプロイセン軍はツィッタウを、ベーメン北部に駐屯するオーストリア軍はライヒェンベルクを、それぞれ前線基地として、冬営中から国境を跨いで小競り合いを繰り返していた。
57年春、プロイセン軍はベーメンへの一大攻勢を企図していた。シュレージエンから西進するシュヴェリーン軍の進軍を容易にするために、ベーメン北部エルベ右岸域に駐屯するオーストリア軍をなるべく北に誘引する必要があった。ラウジッツに駐屯するプロイセン軍を指揮するベーヴェルンは、3月中から活発に部隊を動かしてオーストリア軍の注意をひきつけていた。プロイセン軍の攻撃に備えてベーメン北部のオーストリア軍も集結し、その指揮はケーニヒスエックが執った。春以降の自軍の攻勢に備えて前進配置された物資基地を守るため、ケーニヒスエックは国境至近のライヒェンベルクで防衛戦を企図したが、これはプロイセン軍の思うつぼだった。

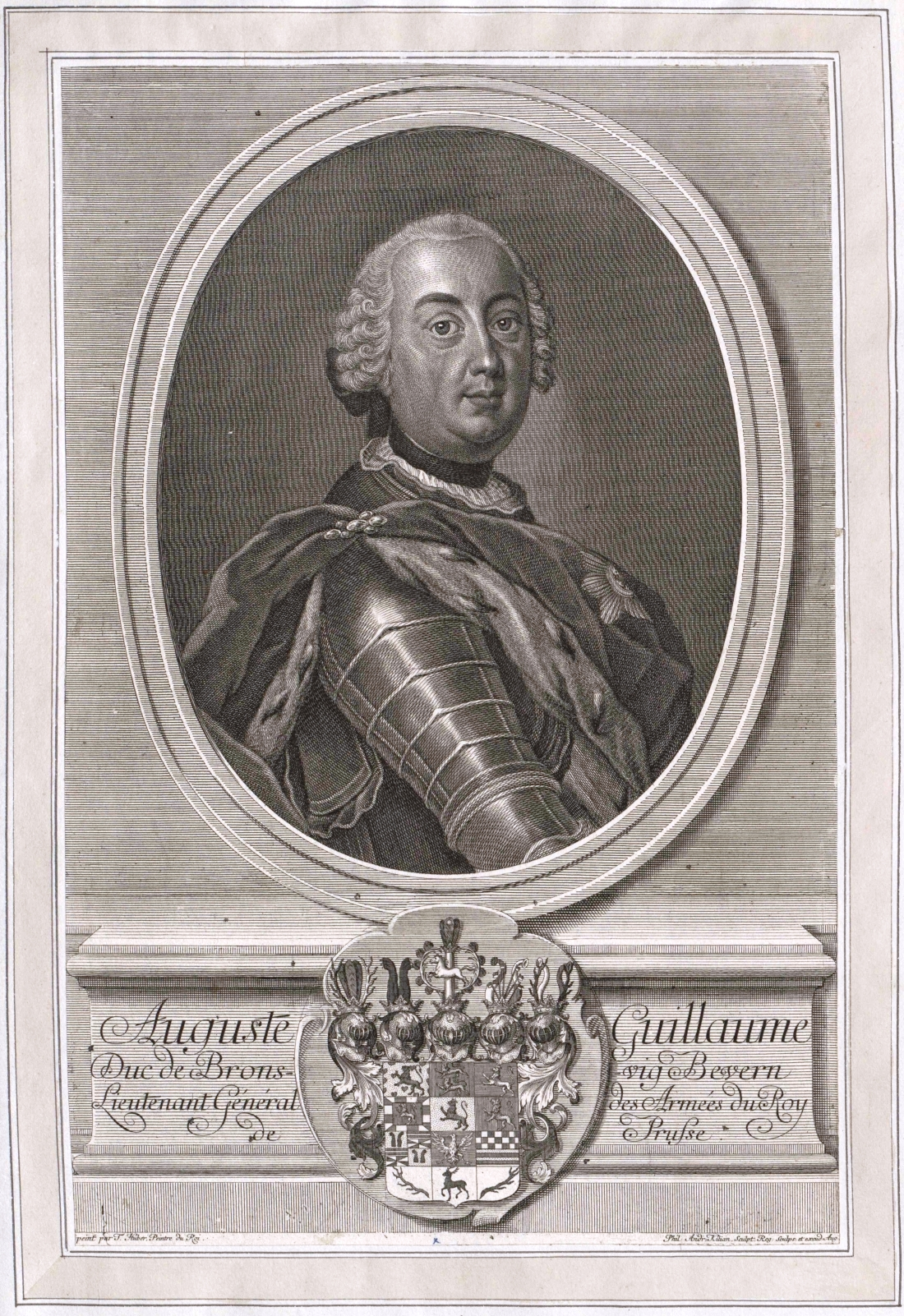
ブラウンシュヴァイク＝ベーヴェルン公アウグスト・ヴィルヘルム
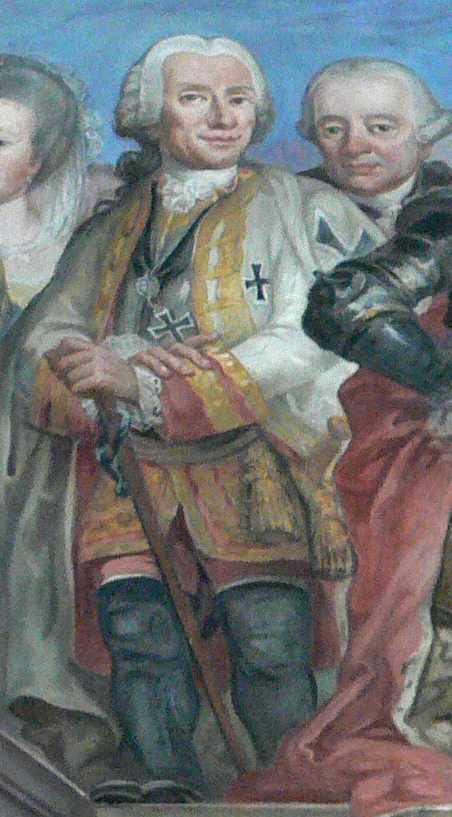
ケーニヒスエック伯クリスティアン・モーリッツ

## 展開
4月20日、プロイセン軍はツィッタウからベーメンへの進撃を開始した。オーストリア軍の前哨部隊と衝突しながらの行軍ののち、同日夜にライヒェンベルク北西ハーベンドルフに達したプロイセン軍は、ライヒェンベルクを目前に臨んで翌日の戦闘を期しながら同地で野営した。
対するオーストリア軍は、ライヒェンベルク北面からイェシュケン山に至る、ナイセ渓谷の地形を利用した陣取りを行ってプロイセン軍を待ち構えていた。ライヒェンベルクの町はズデーテン山地のひとつイーザー山地の南西の麓にあり、ライヒェンベルクから西に2、3kmばかりの幅の平地を過ぎると今度はイェシュケン山があって、北を正面に東西に陣取ればその正面幅を限定し両側面を高地に託することができた。オーストリア軍はこの二つの高地を両翼端として陣地化し、その間に広がる平地に主力部隊を展開してプロイセン軍の行く手を塞いだ。
ケーニヒスエックは陣地の起点であるライヒェンベルクを戦列右翼端の防衛拠点とし、ラシを置いて守らせた。町の周辺の高地は要塞化され、ナイセ川がその裾を流れているので攻め手を寄せ付けず、配置された重砲が西に延びる自軍正面をよくカバーした。続いてナイセ川対岸の村ローゼンタールから西に向かって平地上に野戦堡塁を築き、その背後に主力歩兵部隊を展開させた。平地を歩兵で埋めるには到底兵力が足りなかったので、平地の右翼から中央にかけてを戦列歩兵に守らせる一方、中央から左翼にかけてはポルポラッティが指揮する騎兵を集中配置した。騎兵部隊の西側、イェシュケン山の麓の高地にまた歩兵を登らせて左翼端の守りとした。その足元に広がる森の中にも歩兵部隊を配置し、逆茂木を植えて陣地を構築した。騎兵部隊同士の戦闘になる場合は、騎兵の両翼にいる歩兵部隊が両側面から敵騎兵に火力を浴びせて援護するという算段だった。このようにオーストリア軍の部隊配置はこの時代の通例とは逆に、騎兵が中央にあり、両翼を歩兵が担う兵力配置となった。
ケーニヒスエックにはライヒェンベルクの堅陣のほかにもう一つ策があった。ベーメン北部には、ケーニヒスエックが指揮する本隊とは別に、7個歩兵連隊と3個騎兵連隊よりなる有力なマクワイア支隊がライヒェンベルク西方ガーベルに集結していた。ケーニヒスエックは、自分とベーヴェルンがライヒェンベルクで組み合っている間にマクワイア支隊をツィッタウからライヒェンベルクへの進路途上クラツォウに進出させ、敵の後方連絡線を切断しようとしていた。

## 戦闘

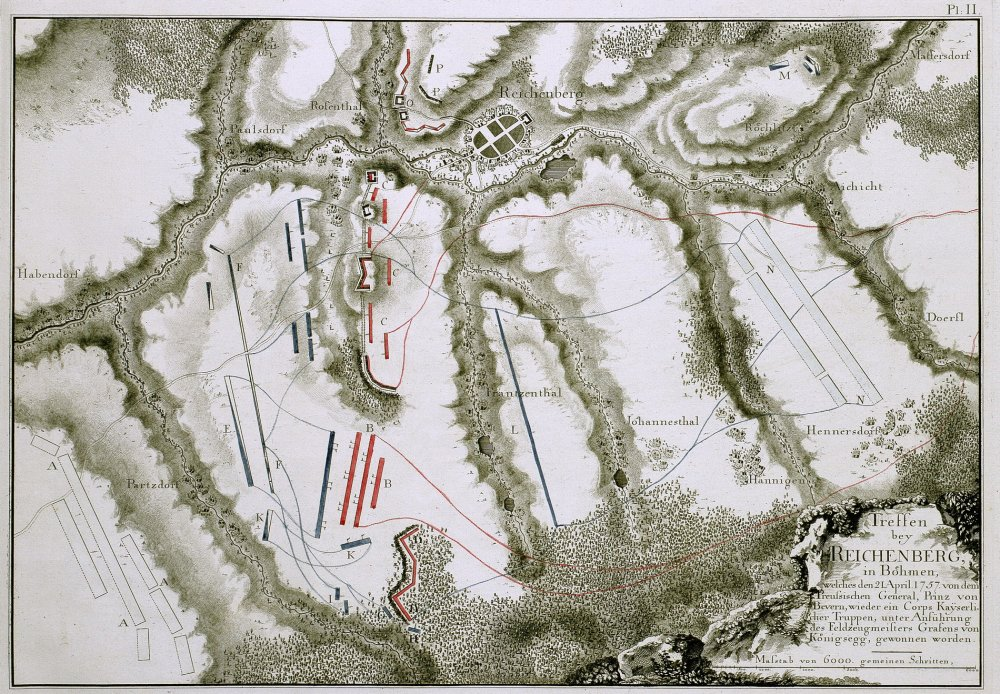
ライヒェンベルクの戦い戦況図。
青：プロイセン軍。赤：オーストリア軍
図の中央上部にあるのがライヒェンベルクの町。オーストリア軍は町からイェシュケン山にかけて東西方向に戦列を敷いてプロイセン軍を迎え撃ったが、中央左翼を崩されて敗れた。

4月21日早朝、ベーヴェルンは、ガーベルからマクワイア支隊が北上してツィッタウとの自軍連絡線上に進出しようとしているという報告を得た。
ツィッタウからの進路上には、補給のための輸送車列が本隊の後を追って行軍しているところだった。輸送部隊を守り連絡線を維持するため、ベーヴェルンはケーニヒスエックとの戦闘を前にして援兵の派遣を余儀なくされた。ベーヴェルンはヴァルネリーに軽騎兵戦力の半分を与えて急派し、歩兵部隊の一部にもその後を追わせた。この結果ベーヴェルンの兵力はケーニヒスエックに対して劣勢になってしまったが、ベーヴェルンは攻撃を断行した。
プロイセン軍はオーストリア軍に向かって最後の前進を行い、敵陣地にほど近いベルツドルフ付近でナイセ川支流ベルツドルフ川に架橋し、敵前渡河を決行した。ベーヴェルンは敵が渡河阻止を図るだろうと想定して慎重に渡河したが、オーストリア軍は陣地に拠って戦うことを選んで、敵の渡河を阻止するために打って出ることはしなかった。渡河の間、ベーヴェルンはオーストリア軍の陣地を観察し、その右翼から中央にかけては堅固で攻め難いのに対し、左翼には攻め口があると見て、敵左翼に主攻をかけると決めた。
渡河後、ベーヴェルンはレストヴィッツ指揮する主力歩兵戦列に敵正面を抑えさせると、本隊から抽出した2個擲弾兵大隊に王太子歩兵連隊の援護をつけて、敵軍左翼端の森の中に陣取る敵歩兵を叩き出せと命じた。擲弾兵は森の中の敵陣地に対して銃剣突撃を行い、オーストリア軍歩兵は一斉射撃でこれに応えるとそれ以上抵抗せずに森の奥に撤退した。ベーヴェルンは間髪入れず騎兵部隊に、敵騎兵に対する突撃を命じた。
竜騎兵3個連隊からなるプロイセン軍騎兵の突撃に対し、オーストリア軍の第一戦列を担うリヒテンシュタイン竜騎兵連隊は果敢に立ち向かったが、衆寡敵せず後方の第二戦列の方に敗走した。プロイセン軍騎兵は敗走する彼らを追って前進したが、ここで、敗走したはずのオーストリア軍の左翼歩兵が森の中からプロイセン軍騎兵に側面から射撃を浴びせ、プロイセン軍騎兵は壊乱した。プロイセン軍が敗走させたと認識していたのは、森の奥にあらかじめ定められた第二線陣地まで後退したにすぎなかった。オーストリア軍の騎兵部隊はこの隙をついて態勢を立て直し、プロイセン軍騎兵に対して反撃した。今度はプロイセン軍騎兵が敗走させられたが、騎兵予備であるプットカマー軽騎兵連隊が戦闘に加入して敵騎兵の側面を突く攻撃を行うと、オーストリア軍騎兵は再び崩れた。プロイセン軍騎兵は盛り返して再攻撃を行い、オーストリア軍騎兵は敗走してポルポラッティは戦死し、最終的に騎兵同士の戦いはプロイセン軍の勝利に帰した。
騎兵部隊が敗走したことでオーストリア軍の戦列には大きな穴が開いた。ベーヴェルンはこの間隙に向けて騎兵部隊、右翼歩兵部隊を前進させ、同期してレストヴィッツの主戦列も敵正面に対して前進させた。オーストリア軍の歩兵戦列は健在だったものの、主戦列の左翼側面が露呈し、のみならず敵騎兵に後方に回り込まれる恐れもある状態になっていた。ケーニヒスエックは観念して速やかに兵力を陣地から引き揚げ、戦場からの撤退に移行した。右翼端の陣地から撤退したラシがよく後衛を務めてオーストリア軍は隊伍を保って撤退した。
ライヒェンベルクで本戦が行われているころ、後方のクラツォウ付近ではマクワイアがプロイセン軍の後方連絡線上に進出することに成功していた。しかし駆け付けたヴァルネリーがナイセ川沿いにその騎兵を展開してオーストリア軍に渡河の隙を与えなかったので、マクワイアは目的を果たすことができなかった。このときヴァルネリーは指揮下の騎兵を、通例三列であるところを一列に並べてその兵力を優勢なものであるかのように装い、マクアイアを欺いたという。作戦を断念したマクワイアはガーベルに後退、本隊に合流するため南下した。

## プラハ会戦へ
プロイセン軍は戦闘に勝利してライヒェンベルクを占領した。敗れたオーストリア軍も受けた打撃は限定的であり、ケーニヒスエックは戦況を仕切り直して再戦を挑む考えだった。ライヒェンベルクから撤退したケーニヒスエックはリーベナウまで後退してマクワイアと合流し、同地で再び地形を生かした堅固な陣を敷いてプロイセン軍を待ち構えた。ベーヴェルンはライヒェンベルクからケーニヒスエックを追ってリーベナウに進出したが、その陣地が堅固なのを見て手出しをしなかった。ベーヴェルンはこのときすでに、ケーニヒスエックが長く同地に留まれはしないことを知っていた。
ベーヴェルン軍とケーニヒスエック軍がベーメン北部で対峙している間、東のシュレージエンからシュヴェリーン軍がベーメンに進軍していた。シュヴェリーンはケーニヒグレーツを守るセルベローニ軍の前を素通りしてエルベ右岸に渡り、ベーヴェルン軍と合流するべく西進を続けていた。味方によって守られているはずの東後方から敵軍が現れたことを知ったケーニヒスエックは敵の罠に嵌っていたことを悟り、リーベナウの陣地を放棄してプロイセン軍による包囲から脱出した。
リーベナウ南方に進出したシュヴェリーンは、イーザー川を間に挟んで進むベーヴェルンとの合流を図りつつ、同時に西方向への進軍を続けて北部ベーメンの重要基地であるユング・ブンツラウの奪取を目指した。リーベナウから撤退したケーニヒスエックはイーザー川西岸を強行軍で南下し、ベーヴェルン軍の追撃をかわしながらユング・ブンツラウを救出しようとした。しかしシュヴェリーンはケーニヒスエックに一歩先んじてイーザー川東岸に部隊を進出させ、オーストリア軍の西岸からの渡河を阻止することに成功した。プロイセン軍はユング・ブンツラウを占領し、その物資をほぼ無傷で手に入れた。
ユング・ブンツラウの救出に失敗したケーニヒスエックはエルベ右岸域の防衛を断念、自軍に重ねて強行軍を命じてユング・ブンツラウを西に迂回しながらイーザー川西岸を下ってエルベ左岸ブランダイスに撤退した。左岸への撤退後、ケーニヒスエックはエルベ川を障害にしてプロイセン軍の南下を阻止する態勢を構築した。ベーヴェルン軍を自軍に併せたシュヴェリーンの次の目標はエルベ左岸をプラハ方面に進撃するフリードリヒ大王直率軍に合流することだったが、ケーニヒスエックがエルベ川を良く守ったので、これを渡河することができなかった。しかし、大王に圧迫されたカール公子が自軍の強化を優先してケーニヒスエックをプラハに呼び戻したので、プロイセン軍の渡河を阻止するものはなくなった。かくしてシュヴェリーンとベーヴェルンもエルベ川を南に渡河してケーニヒスエックの後を追い、戦役はプラハ会戦に繋がっていく。

## 参考資料
- Archenholz, Johann Wilhelm von. The history of the Seven Years War in Germany, （C.Jugel, 1843, Digitized Dec 15, 2006）
- Carlyle, Thomas. History Of Friedrich II. of Prussia
- Duffy, Christopher. By Force of Arms Volume 2 of the Austrian Army in the Seven Years War, （Chicago, The Emperor's Press, 2008）
- — . Frederick the Great A Military Life, （New York, Routledge, 1985）
- — . The Wild Goose and the Eagle A Life of Marshal Von Browne 1705-1757, （UK, Partizan Press, 2009）
- Jomini, Antoine Henri. Treatise on grand military operations or, A critical and military history of the wars of Frederick the Great, as contrasted with the modern system. Together with a few of the most important principles of the art of war, Volume 1, （D.Van Nostrand, 1865, Digitized Jul 10, 2008）
- Holcroft, Thomas. Posthumous works of Frederic II, king of Prussia, Volume 2, （G.G.J. and J. Robinson, 1789, Digitized Nov 7, 2008）
- Speelman, Patrick J. War, Society and Enlightenment The Works of General Lloyd, （Leiden・Boston, Brill, 2005）